# Seleșciîna, Mașivka
Seleșciîna (în ucraineană Селещина) este localitatea de reședință a comunei Seleșciîna din raionul Mașivka, regiunea Poltava, Ucraina.

## Demografie
Componența lingvistică a localității Seleșciîna
     Ucraineană (95%)
     Rusă (4,74%)
     Alte limbi (0,21%)
Conform recensământului din 2001, majoritatea populației localității Seleșciîna era vorbitoare de ucraineană (95%), existând în minoritate și vorbitori de rusă (4,74%).